# Madras Army
Il Madras Army (in italiano: Esercito di Madras) era l'esercito della cosiddetta Presidenza di Madras, una delle tre entità amministrative ("Presidenze", in inglese: Presidencies) in cui era suddiviso nel XIX secolo il territorio dell'India britannica.
Nella prima fase della dominazione britannica i tre eserciti delle Presidenze, il Bengal Army, il Bombay Army ed il Madras Army, appartenevano ufficialmente, come le stesse Presidenze amministrative, alla Compagnia britannica delle Indie orientali, fino al Government of India Act 1858 che stabilì, in seguito ai drammatici eventi della Ribellione indiana del 1857, lo scioglimento della Compagnia delle Indie e il trasferimento delle tre Presidenze e dei tre rispettivi eserciti, direttamente sotto l'autorità dell'Impero britannico.
Nel 1895 i tre eserciti, compreso il Madras Army, furono aggregati insieme per formare il British Indian Army.

## Storia

### Costituzione e primi anni

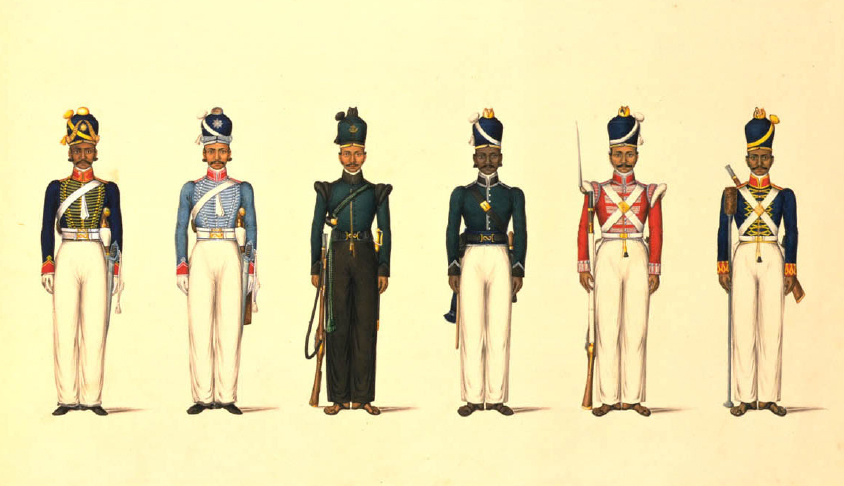
Da sinistra a destra, artigliere a cavallo del Madras Army, cavalleria leggera, fucilieri, pionieri, fanteria nativi, artiglieria a piedi, c. 1830

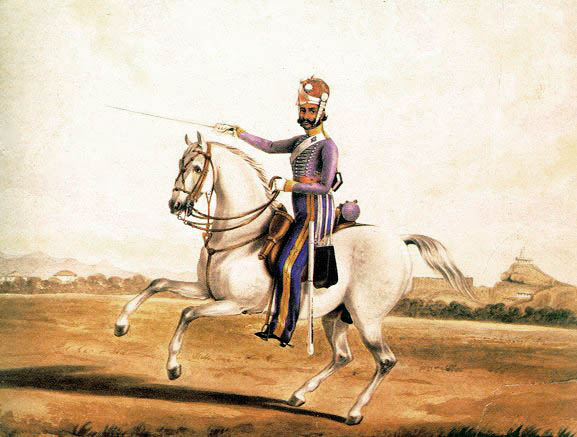
Dipinto raffigurante un sowar (unità di cavalleria equivalente ad un sepoy), del 6th Madras Light Cavalry, c. 1845.

Il Madras Army venne costituito con la necessità di proteggere gli interessi commerciali della Compagnia britannica delle Indie orientali. Queste prime guardie erano niente più di un gruppo di uomini in arme. La Compagnia francese delle Indie orientali attaccò e conquistò Madras nel 1746 al dominio inglese. Nel 1757, la Compagnia britannica delle Indie orientali decise di organizzare quindi un vero e proprio esercito per condurre delle operazioni sul campo e conquistare territori con l'aiuto e l'appoggio di governanti locali.
A capo di questi nuovi battaglioni vennero posti degli ufficiali indiani. Una delle prime azioni che l'esercito si trovò ad affrontare fu la battaglia di Wandiwash nel 1760, dimostrando da subito il proprio valore contro il nemico. Prese poi parte alla battaglia di Plassey.

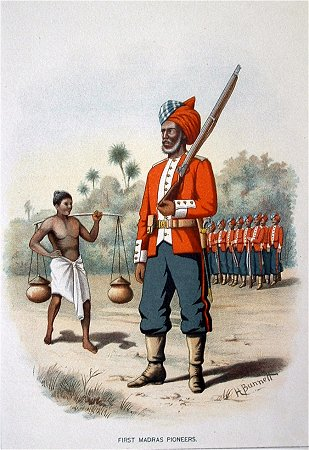
Soldato del 1st Madras Pioneers, c. 1890

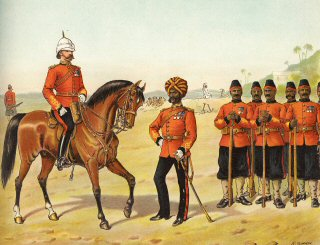
Unità del Queen's Own Madras Sappers and Miners, 1896

Il Madras Army era costituito da ufficiali inizialmente formati a rispettare i costumi religiosi e tradizionali locali, nonché gli abiti e le gerarchie sociali. Diversi proprietari terrieri entrarono nell'esercito di Madras, come ad esempio Mootoo (Muthu) Nayak della nobiltà di Madura. Con l'aumentare però del numero di uomini, venne meno la disciplina al punto che si verificò l'ammutinamento di Vellore. Dopo l'uccisione di Tipu Sultan, i suoi figli vennero detenuti dagli inglesi nel forte di Vellore. La notte del 10 luglio 1806 i sepoys di tre reggimenti di Madras che si trovavano nel forte uccisero 129 soldati e ufficiali inglesi, ma la rivolta venne ben presto repressa nel sangue.
Nel 1832-33 gli uomini del Madras Army vennero chiamati a sopprimere la rivolta scoppiata nel distretto di Visakhapatnam.

## Durante il British Raj

### Dopo la rivolta del 1857
L'esercito della presidenza di Madras rimase perlopiù fedele agli inglesi durante la rivolta indiana del 1857. Per contro, gran parte del ben più grande Bengal Army si ammutinò e venne quindi sciolto. Il Madras Army entrò quindi di diritto e integralmente nell'esercito imperiale indiano che sostituì quello della Compagnia britannica delle Indie orientali. Quattro reggimenti del Madras Light Cavalry ed alcune batterie d'artiglieria ad ogni modo vennero eliminati nella riorganizzazione dell'esercito nel 1858. I Madras Fusiliers (un reggimento di fanteria europea reclutato per prestare servizio in India) venne trasferito addirittura nell'esercito regolare inglese.

### La fine del Madras Army
Nel 1895 i tre eserciti delle tre presidenze indiane vennero aboliti per costituire l'esercito indiano che venne diviso in quattro comandi, ciascuno con un proprio tenente generale. Il comando del Bengala e di Bombay (inclusa Aden) vennero uniti.
Nel 1903 i reggimenti di Bombay, Madras e Bengala vennero riuniti in un'unica organizzazione centrale.

## Composizione

### Madras Native Infantry
- 1st Regiment of Madras Native Infantry
- 2nd Regiment of Madras Native Infantry
- 3rd Regiment of Madras Native Infantry Palamcottah Light Infantry
- 4th Regiment of Madras Native Infantry
- 5th Regiment of Madras Native Infantry
- 6th Regiment of Madras Native Infantry
- 7th Regiment of Madras Native Infantry
- 8th Regiment of Madras Native Infantry
- 9th Regiment of Madras Native Infantry
- 10th Regiment of Madras Native Infantry
- 11th Regiment of Madras Native Infantry
- 12th Regiment of Madras Native Infantry
- 13th Regiment of Madras Native Infantry
- 14th Regiment of Madras Native Infantry
- 16th Regiment of Madras Native Infantry
- 17th Regiment of Madras Native Infantry
- 18th Regiment of Madras Native Infantry
- 19th Regiment of Madras Native Infantry
- 20th Regiment of Madras Native Infantry
- 21st Regiment of Madras Native Infantry
- 22nd Regiment of Madras Native Infantry
- 23rd Regiment of Madras Native Infantry Wallajahbad Light infantry
- 24th Regiment of Madras Native Infantry
- 25th Regiment of Madras Native Infantry
- 26th Regiment of Madras Native Infantry
- 27th Regiment of Madras Native Infantry
- 28th Regiment of Madras Native Infantry
- 29th Regiment of Madras Native Infantry
- 30th Regiment of Madras Native Infantry
- 31st Regiment of Madras Native Infantry Trichinopoly Light Infantry
- 32nd Regiment of Madras Native Infantry
- 33rd Regiment of Madras Native Infantry
- 34th Regiment of Madras Native Infantry Chicacole Light Infantry
- 35th Regiment of Madras Native Infantry
- 36th Regiment of Madras Native Infantry
- 37th Regiment of Madras Native Infantry
- 38th Regiment of Madras Native Infantry
- 39th Regiment of Madras Native Infantry
- 40th Regiment of Madras Native Infantry
- 41st Regiment of Madras Native Infantry
- 42nd Regiment of Madras Native Infantry
- 43rd Regiment of Madras Native Infantry
- 44th Regiment of Madras Native Infantry
- 45th Regiment of Madras Native Infantry
- 46th Regiment of Madras Native Infantry
- 47th Regiment of Madras Native Infantry
- 48th Regiment of Madras Native Infantry
- 49th Regiment of Madras Native Infantry
- 50th Regiment of Madras Native Infantry
- Madras Rifle Corps

### Madras European Infantry
- 1st Madras (European) Fusiliers
- 2nd Madras (European) Light Infantry
- 3rd Madras (European) Infantry

### Madras Light Cavalry
- 1st Madras Light Cavalry
- 2nd Madras Light Cavalry
- 3rd Madras Light Cavalry
- 4th Madras Light Cavalry
- 5th Madras Light Cavalry
- 6th Madras Light Cavalry
- 7th Madras Light Cavalry
- 8th Madras Light Cavalry

### Artiglieria
- Madras Foot Artillery (effettivamente divisa tra nativi ed europei ma de facto non separati.) Le sottounità includevano;[12]
  - 1st Battalion (Formed 1765)
    - A Company (costituito come 1st) nel 1748, ridesignata come 1st Battery, 17th Brigade Royal Artillery 19 febbraio 1862
    - B Company (costituita come 2nd) nel 1753, ridesignata come 2nd Bty, 17th Bde, Royal Artillery 19 febbraio 1862
    - C Company (costituita come 3rd) nel 1753, ridesignata come 3rd Bty, 17th Bde, Royal Artillery 19 febbraio 1862
    - D Company (costituita come 4th) nel 1767, ridesignata come 4th Bty, 17th Bde, Royal Artillery 19 febbraio 1862
    - E Company (costituita come 10th) nel 1786, ridesignata come B Co, 3rd Btn 1825
    - F Company nel 1800, ridesignata come C Co, 2nd Btn 1825
    - G Company nel 1800, sciolta 1824

  - 2nd Battalion (costituito nel 1786)
    - A Company (costituita come 5th) nel 1786, ridesignato come 1st Bty, 20th Bde, RA 19 febbraio 1862
    - B Company (costituita come 6th) nel 1778, ridesignato come 2nd Bty, 20th Bde, RA 19 febbraio 1862
    - C Company (costituita come 7th) nel 1778, ridesignato come 3rd Bty Bty, 20th Bde, RA 19 febbraio 1862
    - D Company (costituita come 8th) nel 1778, ridesignato come 4th Bty, 20th Bde, RA 19 febbraio 1862
    - E Company (costituita come 9th) nel 1786, ridesignato come D Co, 2nd Btn 1825
    - F Company nel 1799, ridesignato come A Co, 2nd Btn 1825
    - G Company nel 1817, sciolto nel 1824

  - 3rd Battalion (costituito nel 1825)
    - A Company nel 1825, ridesignato come 1st Bty, 23rd Bde, RA 19 febbraio 1862
    - B Company nel 1825, ridesignato come 2nd Bty, 23rd Bde, RA 19 febbraio 1862
    - C Company nel 1825, ridesignato come 3rd Bty, 23rd Bde, RA 19 febbraio 1862
    - D Company nel 1825, ridesignato come 4th Bty, 23rd Bde, RA 19 febbraio 1862

  - 4th Battalion (costituito nel 1845)
    - A Company nel 1845, ridesignato come 5th Bty, 17th Bde, RA 19 febbraio 1862
    - B Company nel 1845, ridesignato come 6th Bty, 17th Bde, RA 19 febbraio 1862
    - C Company nel 1845, ridesignato come 5th Bty, 20th Bde, RA 19 febbraio 1862
    - D Company nel 1845, ridesignato come 5th Bty, 23rd Bde, RA 19 febbraio 1862
- Madras Horse Artillery (le unità vennero in toto trasferita alla Royal Artillery dal 13 aprile 1864)[13]
  - A Troop (costituito da 1st Half-sqn poi 'The Trp' poi 1st Trp) nel 1806, riformate nel 1809 e nel 1810 trasferite quindi come A Battery, 3rd Horse Artillery Brigade, RA
  - B Troop (costituito da 2nd Troop) nel 1810 poi trasferite come B Battery, 3rd Horse Artillery Brigade, RA
  - C Troop (costituito dalle Madras Rocket Troop, poi truppe di riserva) nel 1816,riformato nel 1821 quindi trasferito come C Battery, 3rd Horse Artillery Brigade, RA
  - D Troop costituito nel 1825 poi trasferito come D Battery, 3rd Horse Artillery Brigade, RA
  - E (Native) Troop costituito nel 1825, amalgamato col F Troop nel 1860
  - F (Native) Troop costituito nel 1825, amalgamato col E Troop nel 1860, sciolto nel 1866

### Genieri
- Corps of Madras Sappers and Miners

## Elenco dei comandanti della guarnigione di Fort St George
Elenco dei comandanti della guarnigione di Fort St George:
- Tenente Jermin (1640–49)
- Tenente Richard Minors (1649–51)
- Capitano James Martin (1651–54)
- Tenente Richard Minors (1654–55)
- Sergente Thomas Sutton (1655–58)
- Capitano Roger Middleton (1658–60)
- Tenente William Hull (1660)
- Capitano Thomas Axtell (1661–64)
- Tenente Francis Chuseman (1664–68)
- Tenente Timothy Sutton (1668–73)
- Capitano Philip O' Neale (1673–80)
- Capitano James Bett (1680–92)
- Capitano Francis Seaton (1692–1707)
- Capitano Gabriel Poirier (1707–16)
- Maggiore John Roach (1716–19)
- Capitano Alexander Fullerton (1719–23)
- Capitano Alexander Sutherland (1723–24)
- Maggiore John Roach (1724–29)
- Maggiore David Wilson (1729–38)
- Capitano Peter Eckman (1738–43)
- Maggiore Charles Knipe (1743)
- Capitano Peter Eckman (1743–46)

## Comandanti in capo
Comandanti in capo del Madras Army:

- Maggiore Stringer Lawrence (1ª volta) (1748–1749)
- Capitano Rodolphus de Gingens (1749–1752)
- Maggiore Stinger Lawrence (2ª volta) (1752–1754)
- Tenente colonnello John Adlercron (1754–1757)
- Tenente colonnello Stringer Lawrence (3ª volta) (1757–1759)
- Colonnello Eyre Coote (1759–1761)
- Maggiore generale Stringer Lawrence (4ª volta) (1761–1766)
- Brigadiere generale John Caillaud (1766–1767)
- Brigadiere generale Joseph Smith (1767–1770)
- Maggiore generale Eyre Coote (1770)
- Brigadiere generale Joseph Smith (1770–1772)
- Colonnello sir Robert Fletcher (1772–1773)
- Brigadiere generale Joseph Smith (1773–1775)
- Brigadiere generale sir Robert Fletcher (1775–1776)
- Brigadiere generale James Stuart (1776–1777, per conto del governatore George Pigot)
- Colonnello Ross Lang (1777–1778)
- Maggiore generale Sir Hector Munro (1778–1782)
- Maggiore generale James Stuart (1782–1783)
- Colonnello Sir John Burgoyne (17 settembre 1783)
- Tenente generale Ross Lang (1783–1785)
- Tenente generale Sir John Dalling (1785–1786)
- Maggiore generale Sir Archibald Campbell (1786–1789, anche governatore di Madras)
- Brigadiere generale Mathew Horne e colonnello John Floyd (1789–1790)
- Maggiore generale William Medows (1790–1792, anche governatore di Madras)
- Colonnello John Braithwaite (1792–1796)
- Maggiore generale Alured Clarke (1796–1797)
- Maggiore generale George Harris (1797–1800)
- Maggiore generale John Braithwaite (1800–1801)
- Maggiore generale James Stuart (1801–1804)
- Maggiore generale John Cradock (1804–1807)
- Tenente generale Hay McDowall (1807–1810)
- Maggiore generale Sir Samuel Auchmuty (1810–1813)
- Tenente generale Sir John Abercromby (1813)
- Tenente generale Sir Thomas Hislop (1814–1820)
- Tenente generale Sir Alexander Campbell (1820–1825)
- Tenente generale Sir George Walker (1825–1831)
- Tenente generale Sir Robert O'Callaghan (1831–1836)
- Tenente generale Sir Peregrine Maitland (1836–1838)
- Tenente generale Sir Jasper Nicolls (1838–1839)
- Tenente generale Sir Samuel Whittingham (1839–1841)
- Tenente generale George Hay, VIII marchese di Tweeddale (1842–1848)
- Tenente generale Sir George Berkeley (1848–1851)
- Tenente generale Sir Richard Armstrong (1851–1853)
- Tenente generale William Staveley (1853–1854)
- Tenente generale George Anson (1854–1856)
- Tenente generale Sir Patrick Grant (1856–1861)
- Tenente generale Sir James Grant (1861–1864)
- Tenente generale Sir John Le Marchant (1865–1867)
- Tenente generale William McCleverty (1867–1871)
- Tenente generale Sir Frederick Haines (1871–1876)
- Tenente generale Sir Neville Chamberlain (1876–1880)
- Tenente generale Sir Frederick Roberts (1880–1885)
- Tenente generale Sir Herbert Macpherson (1886)
- Tenente generale Sir Charles Arbuthnot (1886–1891)
- Tenente generale Sir James Dormer (1891–1893)
- Tenente generale Sir Charles Clarke (1893–1895)

Comandanti in capo del comando di Madras
- Tenente generale Sir Charles Clarke (1895–1898)
- Tenente generale Sir George Wolseley (1898–1903)
  - (de facto) Maggiore generale Sir George Pretyman (1902)
- Tenente generale Sir Charles Egerton (1903–1907)